# Sandwich (seksualiteit)

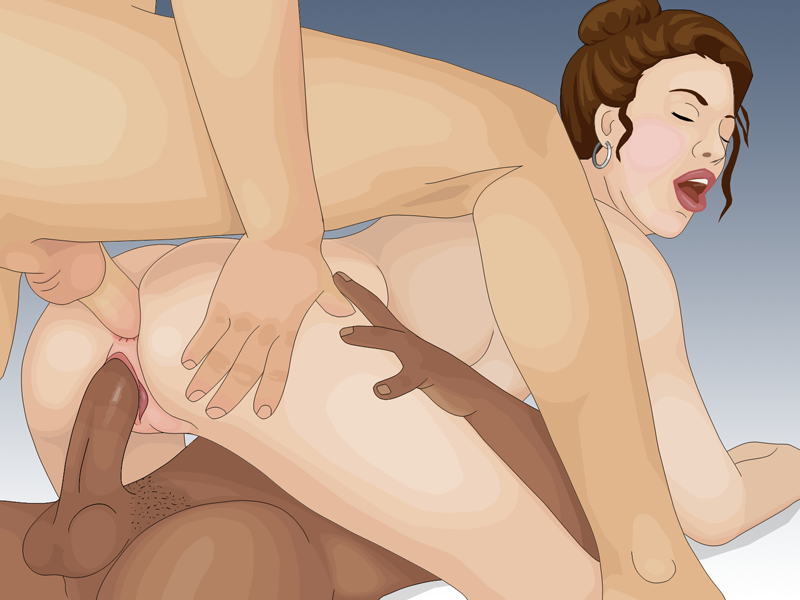
Sandwich

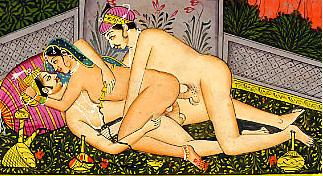
Sandwich in het boek Kamasutra

Een sandwich is een sekspositie bij geslachtsgemeenschap tussen drie personen. Hierbij ligt een persoon tussen de twee andere personen, net als broodbeleg tussen twee boterhammen, vandaar de naam. 
Het hoeft niet altijd twee mannen en een vrouw te betreffen. Met seksspeeltjes als bijvoorbeeld een voorbinddildo is deze handeling ook tussen drie vrouwen of twee vrouwen en een man mogelijk. Tussen homoseksuele mannen verwijst de term naar de seksuele handeling waarbij de persoon die zich in het midden bevindt zowel anaal gepenetreerd wordt, als zelf een van de anderen penetreert.